# جورج كونلي
جورج كونلي (بالإنجليزية: George Connelly)‏ (1 مارس 1949 في المملكة المتحدة - ) هو لاعب كرة قدم بريطاني في مركز الوسط. شارك مع منتخب اسكتلندا لكرة القدم. أما مع النوادي، فقد لعب مع نادي سلتيك ونادي فالكيرك ورابطة كرة القدم الاسكتلندية الحادية عشر ‏.

## مسيرته الكروية
لعب جورج كونلي خلال مسيرته الاحترافية مع ناديين في عشرة مواسم وسجل خلالها 7 أهداف ضمن 144 مباراة. حيث فاز في خمسة مواسم بالكأس وفي سبعة مواسم بالدوري.
خاض جورج كونلي مسيرته مع نادي سلتيك في موسم 1967–68 ليلعب معه تسعة مواسم، مشاركًا في 136 مباراة سجل خلالها 5 أهداف. ثم انتقل إلى نادي فالكيرك في موسم 1976–77 لمدة موسم واحد، حيث شارك في 8 مباريات سجل خلالها هدفين.

## وصلات خارجية
- جورج كونلي على موقع الاتحاد الإسكتلندي (الإنجليزية)
- جورج كونلي على موقع قاعدة بيانات كرة القدم.إي يو (الإنجليزية)
- جورج كونلي على موقع ناشيونال فوتبول تيمز (الإنجليزية)
- جورج كونلي على موقع عالم كرة القدم.نت (الإنجليزية)